# پیربرایت
پیربرایت (به انگلیسی: Pirbright) یک روستا و محله مدنی در بریتانیا است که در Guildford واقع شده‌است. پیربرایت ۱۹٫۰۱ کیلومتر مربع مساحت و ۳٬۶۹۱ نفر جمعیت دارد.